# Xã Afton, Quận Cherokee, Iowa
Xã Afton (tiếng Anh: Afton Township) là một xã thuộc quận Cherokee, tiểu bang Iowa, Hoa Kỳ. Năm 2010, dân số của xã này là 230 người.